# Bilar
Bilar es un municipio de la provincia de Bohol en Filipinas. Según el censo del 2007, tiene 17,078 habitantes. En la localidad se encuentran las Colinas de Chocolate.

## Barangayes
Bilar se divide administrativamente en 19 barangayes.
| - Bonifacio - Bugang Norte - Bugang Sur - Cabacnitan (Magsaysay) - Cambigsí - Campagao - Cansumbol - Dagohoy - Owac - Población | - Quezon - Riverside - Rizal - Roxas - Subayon - Villa Aurora - Villa Suerte - Yanaya - Zamora |

- Datos: Q404604
- Multimedia: Bilar, Bohol / Q404604

1. ↑  Worldpostalcodes.org, código postal n.º 6317.